# Unione Sportiva Vigor Senigallia Calcio Femminile 2006-2007
Questa pagina raccoglie i dati riguardanti l'Unione Sportiva Vigor Senigallia Calcio Femminile nelle competizioni ufficiali della stagione 2006-2007.

## Stagione

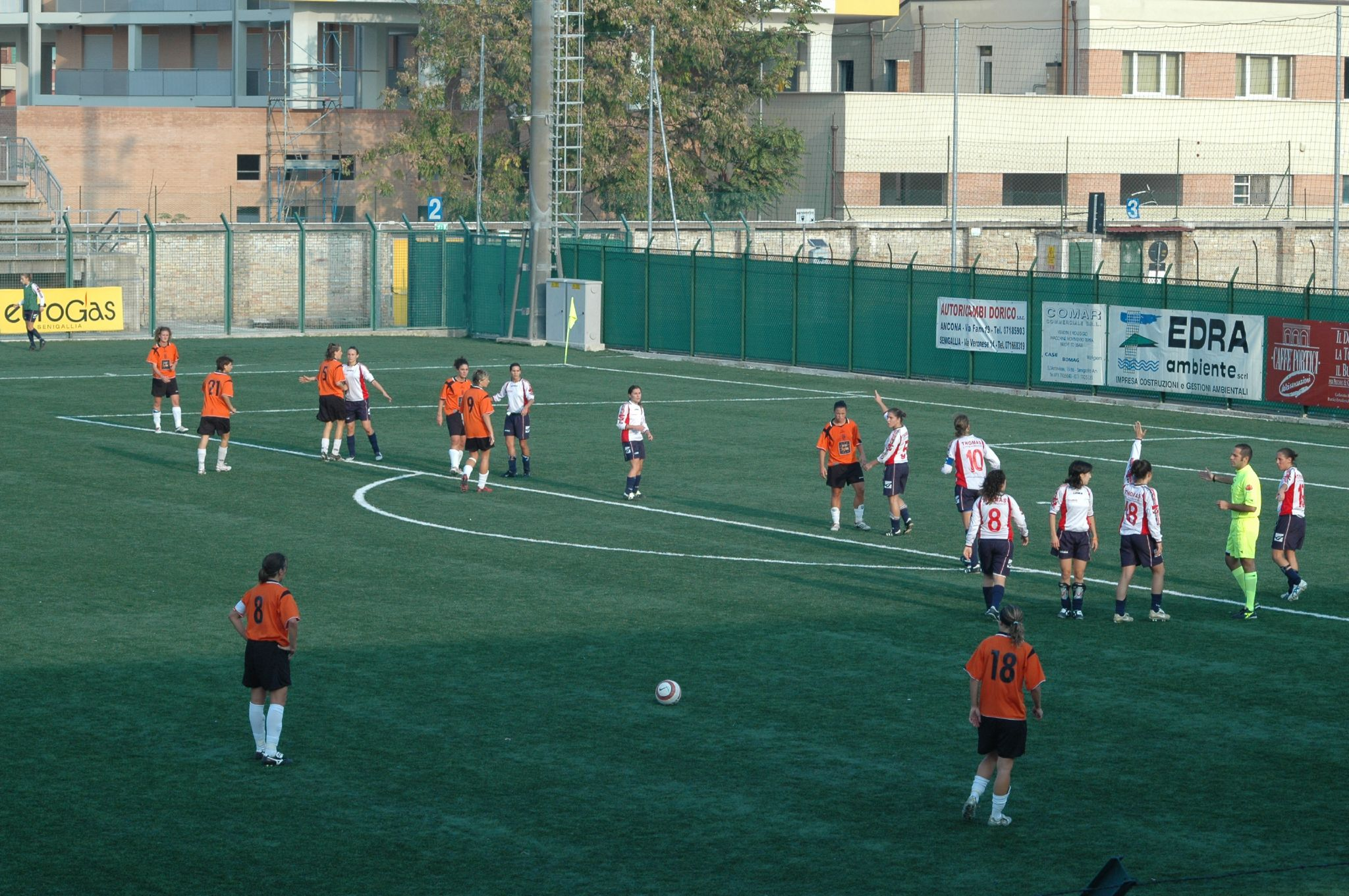
Senigallia, stadio Goffredo Bianchelli, 14 ottobre 2006: un'azione di gioco durante l'incontro perso con le avversarie della.

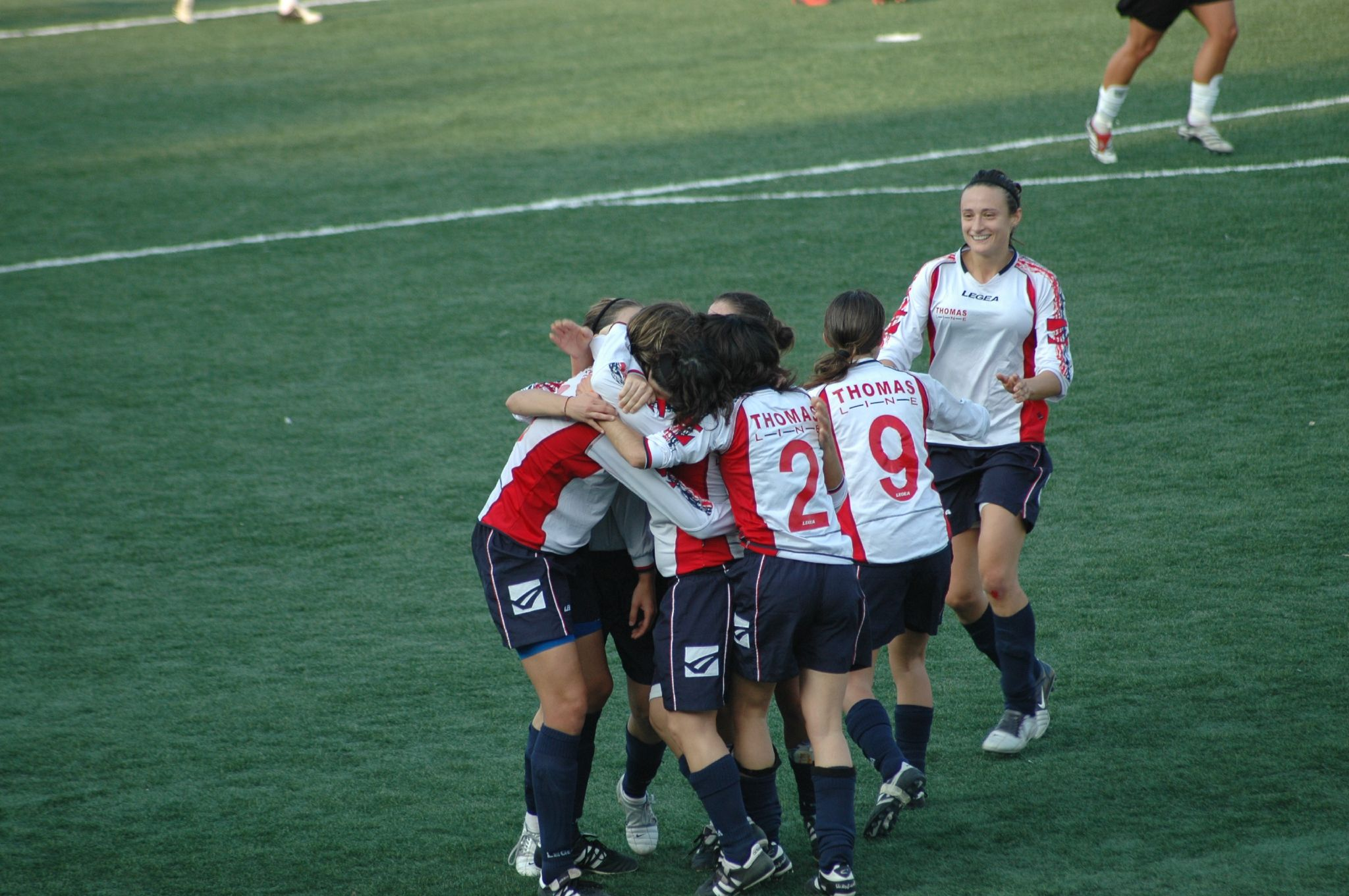
dettaglio della tenuta da gioco durante la partita.

Nella stagione 2006-2007 la Vigor Senigallia ha disputato il campionato di Serie A, massima serie del campionato italiano femminile di calcio, concludendo all'undicesimo posto con 20 punti conquistati in 22 giornate, frutto di 5 vittorie, 5 pareggi e 12 sconfitte, venendo così retrocessa in Serie A2. Il 19 gennaio 2007 il giorno prima dell'ultima gara del girone di andata contro la Reggiana il presidente Giulianelli comunicò l'esonero dell'allenatore Andreini. Ne conseguì la rinuncia a scendere in campo il giorno dopo di sette calciatrici, inclusa il portiere Lotito, così che, non essendoci un secondo portiere, vennero schierate tra i pali prima il difensore diciassettenne Mandolini e poi il difensore Cuomo, e la partita finì 1-7 per la Reggiana. Nella settimana successiva venne ufficializzato Davide Cecchini come nuovo allenatore della squadra.
Nella Coppa Italia è scesa in campo sin dal primo turno: sorteggiata nel girone 6, ha vinto il raggruppamento con 5 vittorie e un solo pareggio, venendo così ammessa al secondo turno. È stata esclusa dal secondo turno come decisione del giudice sportivo, perché la squadra si era rifiutata di scendere in campo contro l'Agliana. Per motivi legati a questioni burocratiche circa l'iscrizione della Vigor alla Serie A, inizialmente, la Federazione aveva posto il veto alla disputa della partita, per poi toglierlo poco prima del calcio d'inizio poiché era stato raggiunto un accordo con il presidente Giulianelli. Le calciatrici della Vigor, non ritenendo ci fosse più l'atmosfera adatta a disputare la partita, decisero di non scendere più in campo.

## Divise e sponsor
Lo sponsor principale era Thomas Line mentre il fornitore delle tenute era Legea.

## Rosa
| N. |                        | Ruolo | Calciatrice         |
| -- | ---------------------- | ----- | ------------------- |
|    | Stati Uniti (bandiera) | P     | Kristin Lotito      |
|    | Italia (bandiera)      | D     | Chiara Breccia      |
|    | Italia (bandiera)      | D     | Rosa Cuomo          |
|    | Italia (bandiera)      | D     | Claudia Dulbecco    |
|    | Italia (bandiera)      | D     | Valeria Magrini     |
|    | Italia (bandiera)      | D     | Alessia Mandolini   |
|    | Italia (bandiera)      | D     | Alessandra Pagnetti |
|    | Italia (bandiera)      | D     | Raffaella Perri     |
|    | Italia (bandiera)      | D     | Eva Valeri          |
|    | Italia (bandiera)      | C     | Melissa Marchetti   |

| N. |                   | Ruolo | Calciatrice               |
| -- | ----------------- | ----- | ------------------------- |
|    | Italia (bandiera) | C     | Martina Mencaccini        |
|    | Italia (bandiera) | C     | Patrizia Pongetti         |
|    | Italia (bandiera) | C     | Elisa Rosciani (Capitano) |
|    | Italia (bandiera) | A     | Veronica Becci            |
|    | Italia (bandiera) | A     | Anna De Falco             |
|    | Italia (bandiera) | A     | Fulvia Dulbecco           |
|    | Italia (bandiera) | A     | Ausilia Donatella Irmici  |
|    | Italia (bandiera) | A     | Silvia Tagliabracci       |
|    | Italia (bandiera) | A     | Evelyn Vicchiarello       |

## Calciomercato

### Sessione estiva
| Acquisti | Acquisti       | Acquisti | Acquisti   |
| R.       | Nome           | da       | Modalità   |
| -------- | -------------- | -------- | ---------- |
| P        | Kristin Lotito | ?        | definitivo |
| D        | Rosa Cuomo     | ?        | definitivo |

| Cessioni | Cessioni        | Cessioni         | Cessioni   |
| R.       | Nome            | a                | Modalità   |
| -------- | --------------- | ---------------- | ---------- |
| P        | Carla Brunozzi  | Bardolino Verona | definitivo |
| C        | Romina Sbrescia | ?                |            |
| A        | Fulvia Dulbecco | Cervia           | definitivo |

## Risultati

### Serie A

#### Girone di andata
| Arbitro: | Davide Prestia (Genova) |

|               |           |                               |
| Del Prete 82’ | Marcatori | 61’ Tagliabracci 91’ Rosciani |

| Arbitro: | Henry Gullini (Milano) |

|              |           |                         |
| Rosciani 71’ | Marcatori | 34’ Conti 86’ Coluccini |

| Monza 21 ottobre 2006 3ª giornata | Fiammamonza       | 0 – 0 referto | Vigor Senigallia | Stadio Gino Alfonso Sada (ca. 200 spett.)\| Arbitro: \| Barigazzi (Parma) \| |
| Arbitro:                          | Barigazzi (Parma) |               |                  |                                                                              |

| Arbitro: | Emilio Verdelli (Trieste) |

|                                                       |           |  |
| Becci 23’, 25’ Tagliabracci 31’, 85’ Vicchiarello 66’ | Marcatori |  |

| Arbitro: | Henry Gullini (Milano) |

|                                                  |           |                                     |
| Vicchiarello 18’ (rig.), 77’ (rig.) Rosciani 62’ | Marcatori | 34’ Guagni 45’, 78’ (rig.) Baglieri |

| Arbitro: | Luca Zanette (Conegliano) |

|                                |           |                               |
| Camporese 40’, 92’ Brumana 66’ | Marcatori | 46’ Rosciani 48’ Vicchiarello |

| Arbitro: | Pasquale Di Meo (Foggia) |

|                       |           |                     |
| Vicchiarello 49’, 74’ | Marcatori | 23’ Gueli 41’ Zorri |

| Arbitro: | Alessandro Silvestri (Milano) |

|             |           |  |
| Zizioli 38’ | Marcatori |  |

| Arbitro: | Gabriele Trasarti (Teramo) |

|                               |           |          |
| Dulbecco 38’ Vicchiarello 76’ | Marcatori | 86’ Boni |

| Arbitro: | Davide Fiori (Novi Ligure) |

|                         |           |  |
| Cassanelli 57’ Cama 89’ | Marcatori |  |

| Arbitro: | Alessio Giacomozzi (Fermo) |

|              |           |                                                                    |
| Dulbecco 81’ | Marcatori | 5’, 23’ Nasuti 8’ Sabatino 44’, 77’ Costi 62’ Zavanelli 67’ Neboli |

#### Girone di ritorno
| Arbitro: | Davide Prestia (Genova) |

|                             |           |                           |
| Tagliabracci 39’ Valeri 90’ | Marcatori | 53’ Di Costanzo 81’ Baldi |

| Arbitro: | Mauro Gabbrielli (Oristano) |

|                                                  |           |                  |
| Iannella 20’ Conti 55’, 68’, 73’, 74’ Pintus 90’ | Marcatori | 75’ Vicchiarello |

| Arbitro: | Simone Manise (???) |

|                            |           |                          |
| Becci 56’ Tagliabracci 72’ | Marcatori | 48’ Stracchi 76’ Murelli |

| Arbitro: | Alessandro Cicero (Milano) |

|                                        |           |                                 |
| Placchi 21’ Ruggenenti 32’ Ferrari 70’ | Marcatori | 52’ Rosciani 73’ (aut.) Bissoli |

| Arbitro: | Riccardo Davì (Bologna) |

|                           |           |           |
| Baglieri 5’, 78’ Gori 73’ | Marcatori | 6’ Ramera |

| Arbitro: | Henry Gullini (Milano) |

|  |           |                  |
|  | Marcatori | 63’, 93’ Brumana |

| Arbitro: | Davide Prestia (Genova) |

|                                                  |           |                  |
| Pasqui 4’, 87’ Miniati 54’ Fuselli 74’, 79’, 83’ | Marcatori | 50’ Vicchiarello |

| Arbitro: | Gabriele Trasarti (Teramo) |

|                                               |           |               |
| Vicchiarello 25’ (rig.), 48’ Tagliabracci 64’ | Marcatori | 75’ Bonometti |

| Arbitro: | Riccardo Davì (Bologna) |

|                                                                         |           |  |
| Panico 31’, 48’, 68’, 83’ Gabbiadini 33’, 89’ Tuttino 66’ Boni 63’, 72’ | Marcatori |  |

| Arbitro: | Flavio Rivabella (???) |

|                                                                  |           |  |
| Vicchiarello 25’, 45’ Rosciani 39’ Tagliabracci 53’ Dulbecco 58’ | Marcatori |  |

| Arbitro: | Michele Tussi (Cremona) |

|                                    |           |                  |
| Costi 36’ Sabatino 69’ Marsico 75’ | Marcatori | 42’ Tagliabracci |

### Coppa Italia

#### Primo turno
Primo turno Serie A e Serie A2, Girone 6
| Napoli 10 settembre 2006 | Sport Napoli | 0 – 5 | Vigor Senigallia |  |

| Senigallia 17 settembre 2006 | Vigor Senigallia | 4 – 0 | Grifo Perugia | Stadio Goffredo Bianchelli |

| 1º ottobre 2006 | Nuova Bari | 0 – 5 | Vigor Senigallia |  |

| Senigallia 29 ottobre 2006 | Vigor Senigallia | 1 – 0 | Sport Napoli | Stadio Goffredo Bianchelli |

| 5 novembre 2006 | Grifo Perugia | 0 – 1 | Vigor Senigallia |  |

| Senigallia 6 gennaio 2007 | Vigor Senigallia | 2 – 2 | Nuova Bari | Stadio Goffredo Bianchelli |

#### Secondo turno
Secondo turno Serie A e Serie A2
| Agliana 17 febbraio 2007 Andata | Agliana | – non disputata | Vigor Senigallia | Stadio comunale Germano Bellucci |

| Senigallia 28 febbraio 2007 Ritorno | Vigor Senigallia | – non disputata | Agliana | Stadio Goffredo Bianchelli |

## Statistiche

### Statistiche di squadra
| Competizione | Punti | In casa | In casa | In casa | In casa | In casa | In casa | In trasferta | In trasferta | In trasferta | In trasferta | In trasferta | In trasferta | Totale | Totale | Totale | Totale | Totale | Totale | DR  |
| Competizione | Punti | G       | V       | N       | P       | Gf      | Gs      | G            | V            | N            | P            | Gf           | Gs           | G      | V      | N      | P      | Gf     | Gs     | DR  |
| ------------ | ----- | ------- | ------- | ------- | ------- | ------- | ------- | ------------ | ------------ | ------------ | ------------ | ------------ | ------------ | ------ | ------ | ------ | ------ | ------ | ------ | --- |
| Serie A      | 20    | 11      | 4       | 4       | 3       | 26      | 22      | 11           | 1            | 1            | 9            | 11           | 36           | 22     | 5      | 5      | 12     | 37     | 58     | -21 |
| Coppa Italia | -     | 3       | 2       | 1       | 0       | 7       | 2       | 3            | 3            | 0            | 0            | 11           | 0            | 6      | 5      | 1      | 0      | 18     | 2      | +16 |
| Totale       | -     | 14      | 6       | 5       | 3       | 33      | 24      | 14           | 4            | 1            | 9            | 22           | 36           | 28     | 10     | 6      | 12     | 55     | 60     | -5  |

### Statistiche delle giocatrici
| Giocatore       | Serie A  | Serie A | Serie A     | Serie A    | Coppa Italia | Coppa Italia | Coppa Italia | Coppa Italia | Totale   | Totale | Totale      | Totale     |
| Giocatore       | Presenze | Reti    | Ammonizioni | Espulsioni | Presenze     | Reti         | Ammonizioni  | Espulsioni   | Presenze | Reti   | Ammonizioni | Espulsioni |
| --------------- | -------- | ------- | ----------- | ---------- | ------------ | ------------ | ------------ | ------------ | -------- | ------ | ----------- | ---------- |
| V. Becci        | 20       | 3       | 0           | 0          | ?            | ?            | ?            | ?            | 20+      | 3+     | 0+          | 0+         |
| C. Breccia      | 20       | 0       | 1           | 0          | ?            | ?            | ?            | ?            | 20+      | 0+     | 1+          | 0+         |
| R. Cuomo        | 12       | 0       | 1           | 0          | ?            | ?            | ?            | ?            | 12+      | 0+     | 1+          | 0+         |
| A. De Falco     | 13       | 1       | 0           | 0          | ?            | ?            | ?            | ?            | 13+      | 1+     | 0+          | 0+         |
| C. Dulbecco     | 19       | 4       | 3           | 1          | ?            | ?            | ?            | ?            | 19+      | 4+     | 3+          | 1+         |
| F. Dulbecco     | 2        | 0       | 1           | 0          | ?            | ?            | ?            | ?            | 2+       | 0+     | 1+          | 0+         |
| A. Irmici       | 1        | 0       | 0           | 0          | ?            | ?            | ?            | ?            | 1+       | 0+     | 0+          | 0+         |
| K. Lotito       | 20       | -43     | 0           | 0          | ?            | ?            | ?            | ?            | 20+      | -43+   | 0+          | 0+         |
| V. Magrini      | 10       | 0       | 0           | 0          | ?            | ?            | ?            | ?            | 10+      | 0+     | 0+          | 0+         |
| A. Mandolini    | 5        | -13     | 0           | 0          | ?            | ?            | ?            | ?            | 5+       | -13+   | 0+          | 0+         |
| M. Marchetti    | 13       | 0       | 0           | 0          | ?            | ?            | ?            | ?            | 13+      | 0+     | 0+          | 0+         |
| M. Mencaccini   | 10       | 0       | 1           | 0          | ?            | ?            | ?            | ?            | 10+      | 0+     | 1+          | 0+         |
| A. Pagnetti     | 16       | 0       | 0           | 0          | ?            | ?            | ?            | ?            | 16+      | 0+     | 0+          | 0+         |
| R. Perri        | 15       | 0       | 1           | 0          | ?            | ?            | ?            | ?            | 15+      | 0+     | 1+          | 0+         |
| P. Pongetti     | 18       | 0       | 0           | 0          | ?            | ?            | ?            | ?            | 18+      | 0+     | 0+          | 0+         |
| E. Rosciani     | 22       | 6       | 1           | 0          | ?            | ?            | ?            | ?            | 22+      | 6+     | 1+          | 0+         |
| S. Tagliabracci | 20       | 8       | 0           | 0          | ?            | ?            | ?            | ?            | 20+      | 8+     | 0+          | 0+         |
| E. Valeri       | 19       | 1       | 4           | 0          | ?            | ?            | ?            | ?            | 19+      | 1+     | 4+          | 0+         |
| E. Vicchiarello | 21       | 13      | 5           | 0          | ?            | ?            | ?            | ?            | 21+      | 13+    | 5+          | 0+         |